# 布恩縣 (西維吉尼亞州)
布恩县（英語：Boone County）是美国西維吉尼亞州西南部的一個縣，面積1,303平方公里。根據2020年美國人口普查，共有人口21,809人。縣治麥迪遜（Madison）。該縣成立於1847年3月11日，本縣紀念開發今日肯塔基州的丹尼爾·布恩（Daniel Boone）。